# Zygmunt Platonoff-Plater
Zygmunt Antoni Józef Platonoff–Plater (ur. 30 kwietnia 1893 w Porębie, pow. pułtuski, zm. 13 lub 14 kwietnia 1940 w Katyniu) – podpułkownik dyplomowany kawalerii Wojska Polskiego, ofiara zbrodni katyńskiej.

## Życiorys
Syn Józefa i Jadwigi z Witowskich. Absolwent Gimnazjum Mariana Rychłowskiego w Warszawie (1914). Już w czwartej klasie tej szkoły związał się z „Zarzewiem”. W 1913 wstąpił do Polskich Drużyn Strzeleckich. W lipcu 1914 uczestniczył w letnim kursie PDS w Sączu, skąd przybył do Krakowa i został wcielony jako sekcyjny do 2 plutonu Pierwszej Kompanii Kadrowej. Pod koniec 1915 został przeniesiony do 1 pułku ułanów. 31 marca 1917 ukończył z wynikiem dostatecznym sześciotygodniowy kawaleryjski kurs oficerski. Posiadał wówczas stopień starszego ułana. Latem tego roku, po kryzysie przysięgowym został internowany w Szczypiornie. Po zwolnieniu z obozu działał w Polskiej Organizacji Wojskowej.
Z dniem 15 listopada 1918 został przyjęty do Wojska Polskiego z przydziałem do 1 Brygady Kawalerii. Następnie przeniesiony do 1 pułku szwoleżerów, w którego szeregach walczył w wojnie polsko-bolszewickiej. 19 stycznia 1921 zweryfikowany w stopniu porucznika kawalerii ze starszeństwem z dniem 1 kwietnia 1920 roku, w dniu 1 kwietnia 1923 awansowany do stopnia rotmistrza ze starszeństwem z dniem 1 lipca 1923 i 38 lokatą. W 1924 był dowódcą 1 szwadronu 1 pszw. W końcu 1925 roku przydzielono go do 2 Dywizji Kawalerii w Warszawie, objął funkcję pierwszego oficera sztabu. Został zwycięzcą Rajdu 2 Dywizji Kawalerii, który odbył się w dniach 14–26 września 1926. 2 listopada po zdaniu egzaminów wstępnych został skierowany na Kurs Normalny 1927/1929 do Wyższej Szkoły Wojennej, a po jej ukończeniu w 1929 przydzielony do Departamentu Kawalerii MSWojsk. na etat kierownika referatu. 1 stycznia 1931 został awansowany do stopnia majora ze starszeństwem z dniem awansu i 20 lokatą. 8 kwietnia 1931 został skierowany na trzytygodniowy kurs broni pancernych dla oficerów sztabowych i dyplomowanych w Centrum Wyszkolenia Broni Pancernych. W 1932 roku został przeniesiony do Generalnego Inspektoratu Sił Zbrojnych, jego oddziałem macierzystym pozostawał 1 pułk szwoleżerów. W latach 1937–1939 pełnił funkcję zastępcy dowódcy 3 Pułku Szwoleżerów Mazowieckich w Suwałkach. Zawodnik Sekcji Jeździeckiej Wojskowego Klubu Sportowego „Legia” w Warszawie. Na stopień podpułkownika został mianowany ze starszeństwem z dniem 19 marca 1939 i 6. lokatą w korpusie kawalerii. Wiosną 1939 został przydzielony do Oddziału IV Sztabu Głównego, w którym zajmował się sprawami związanymi z zadaniami wojennymi dowódcy Okręgu Korpusu Nr I, jako delegata kwatermistrza Naczelnego Wodza na wypadek „Z”. W trzeciej dekadzie sierpnia 1939 został przydzielony na stanowisko delegata kwatermistrza Dowództwa Okręgu Korpusu Nr I na stację rozdzielczą. 

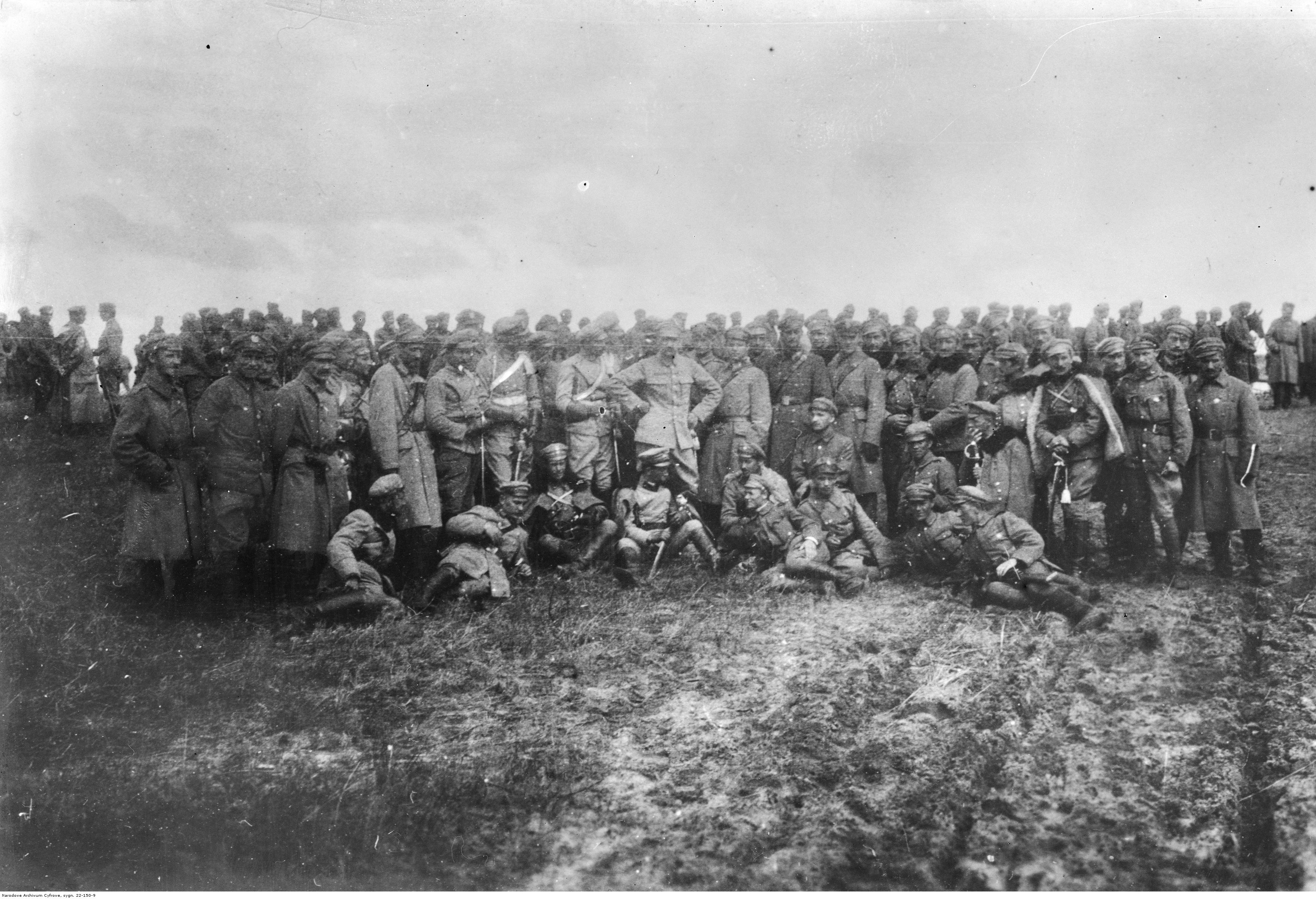
Uroczystość wręczenia przez Józefa Piłsudskiego odznaki "za wierną służbę" oficerom i żołnierzom I Brygady Legionów w Piasecznie (22-150-9)

Po agresji ZSRR na Polskę 17 września 1939 został wzięty do niewoli. Według stanu z 20 i 28 października był jeńcem obozu w Putywlu. Zgodnie z aktami osobowymi z obozu putywlskiego w czasie kampanii wrześniowej miał być w sztabie Okręgu Korpusu Nr III. W listopadzie 1939 został przeniesiony do Kozielska. Między 11 a 12 kwietnia 1940 przekazany do dyspozycji naczelnika smoleńskiego obwodu NKWD – lista wywózkowa 025/1 poz 41, nr akt 912 z 9.04.1940. Został zamordowany 13 a 14 kwietnia 1940 przez NKWD w lesie katyńskim. Podczas ekshumacji prowadzonej przez Niemców w 1943 wpis w księdze czynności pod datą 08.05.1943 figuruje na liście AM-209-1570 jako nierozpoznany podpułkownik i Komisji Technicznej PCK GARF-53-01570 – jako nierozpoznany podpułkownik, prawdopodobnie Płatonof Władysław. Przy szczątkach w mundurze podpułkownika znaleziono przepustkę ze Złoczowa do Łowicza z dnia 24.09.1939 w języku rosyjskim, rożne adresy, złoty sygnet z szafirem, kartki, fotografię.  
W Archiwum Robla znajduje się: kalendarzyk znaleziony przy zwłokach kapitana Józefa Trepiaka, w którym Platonoff został wymieniony pod datą 11.04.1940 jako jeden z oficerów wywiezionych tego dnia z obozu (pakiet 0867-06).
Znajduje się na liście ofiar opublikowanej w „Gońcu Krakowskim” nr 89 „Nowym Kurierze Warszawskim” nr 127 i „Nowym Czasie”
Krewni w 1946 i 1990 poszukiwali informacji przez Biuro Informacji i Badań Polskiego Czerwonego Krzyża w Warszawie.
W Muzeum Oręża Polskiego w Kołobrzegu znajduje się ubiór Zygmunta Platonoffa-Platera 3 pułku szwoleżerów złożony z: kurtki mundurowej wz. 1936, prod. M.Goldberg, spodni wieczorowych – szaserów, pasa salonowego wz. 1928, rapci salonowych wz. 1928, trzewików-sztybletów, zbioru odznaczeń – 13 szt.

## Życie prywatne
Żonaty z Irena Leonią Dunin-Łabęcką. W 1935 mieszkał przy ul. Agrykola 3 w Warszawie.
Był doskonałym jeźdźcem, o czym świadczą liczne nagrody w konkursach hippicznych, i tancerzem.

## Ordery i odznaczenia
- Krzyż Niepodległości (12 maja 1931)[36][37]
- Krzyż Kawalerski Orderu Odrodzenia Polski (11 listopada 1936)[38][39]
- Krzyż Walecznych (czterokrotnie)[40][41]
- Srebrny Krzyż Zasługi (7 grudnia 1927)[42][43][13]
- Medal Pamiątkowy za Wojnę 1918–1921[40]
- Medal Dziesięciolecia Odzyskanej Niepodległości[40]
- Odznaka Pamiątkowa „Pierwszej Kadrowej”[44]
- Odznaka Sztabu Generalnego
- Odznaka Pamiątkowa Generalnego Inspektora Sił Zbrojnych
- Odznaka honorowa „Za walkę o szkołę polską”
- Medal Zwycięstwa („Médaille Interalliée”)[40]
- Medal 10 Rocznicy Wojny Niepodległościowej (Łotwa)[45]

## Upamiętnienie
- Minister obrony narodowej Aleksander Szczygło decyzją Nr 439/MON z 5 października 2007 awansował go pośmiertnie na stopnień pułkownika. Awans został ogłoszony 9 listopada 2007, w Warszawie, w trakcie uroczystości „Katyń Pamiętamy – Uczcijmy Pamięć Bohaterów”.
- Krzyż Kampanii Wrześniowej – zbiorowe, pośmiertne odznaczenie pamiątkowe wszystkich ofiar zbrodni katyńskiej (1 stycznia 1986)
- Dęby Pamięci zasadzone przez Zespół Szkół im Jana Pawła II w Kleosinie, certyfikat 228/212/WE/2008[46] i Zespół Szkół Ekonomiczno-Rolniczych w Słubicach[47].